# Municipio de Rockdale (Pensilvania)
El municipio de Rockdale (en inglés: Rockdale Township) es un municipio ubicado en el condado de Crawford en el estado estadounidense de Pensilvania. En el año 2000 tenía una población de 1.343 habitantes y una densidad poblacional de 14 personas por km².

## Geografía
El municipio de Rockdale se encuentra ubicado en las coordenadas 41°48′00″N 80°00′59″O / 41.80000, -80.01639.

## Demografía
Según la Oficina del Censo en 2000 los ingresos medios por hogar en la localidad eran de $40,887 y los ingresos medios por familia eran de $42,067. Los hombres tenían unos ingresos medios de $36,989 frente a los $23,382 para las mujeres. La renta per cápita de la localidad era de $15,071. Alrededor del 16,5% de la población estaba por debajo del umbral de pobreza.